# Le Sous-marin de cristal
Pour plus de détails, voir Fiche technique et Distribution.
Le Sous-marin de cristal est un film français réalisé par Marcel Vandal et sorti en 1927.

## Synopsis
Un éditeur trouve un manuscrit anonyme et le publie. Le livre rencontre un grand succès, et l'auteur finit par apparaître.

## Fiche technique
- Réalisation : Marcel Vandal
- Assistant : André Berthomieu
- Scénario : Georges Fouchard
- Production : Marcel Vandal, Charles Delac
- Photographie : René Guichard, Michel Bernheim, Armand Thirard
- Durée :
- Date de sortie:
  - France : 1927

## Distribution
- Tramel : Félicien Cassebois
- Anna Lefeuvrier : Madame Cassebois
- André Dubosc : Monsieur Guichard
- Caprine : Madame Guichard
- Georges Bever : le fils de la concierge
- Marcel Carpentier : Commissaire
- Charles Chanot : le directeur du combat
- Léon Courtois
- Blanche Dauray : Mademoiselle Guichard
- Gabrielle Fontan : la concierge
- Jean Godard : Favières
- René Lefèvre : Comte des Hurlettes